# Jurij Toplak

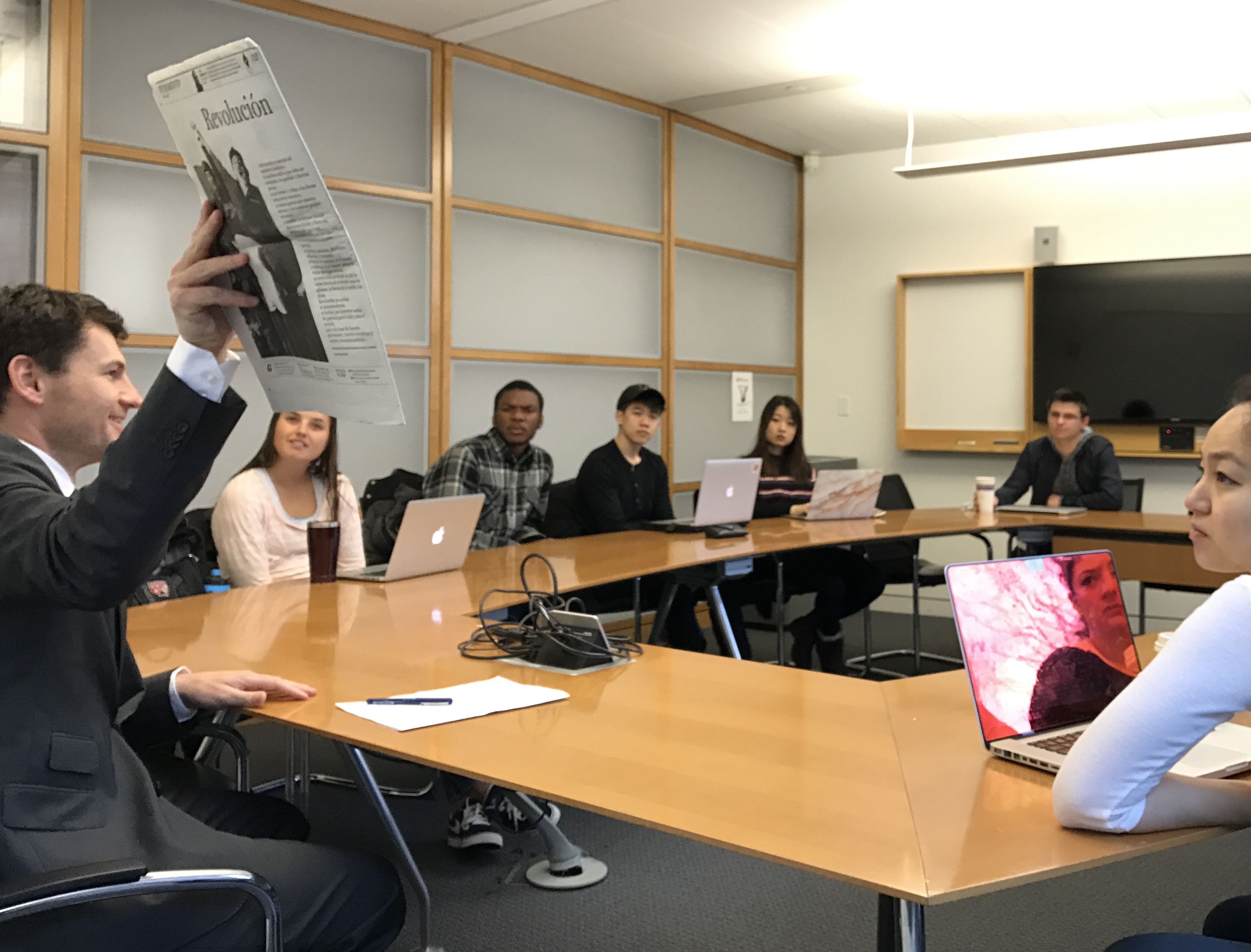
Jurij Toplak y estudiantes de la Universidad de Harvard en 2017 discutiendo la Revolución cubana

Jurij Toplak (nacido en 1977) es un erudito constitucional, experto en leyes electorales y leyes de discapacidad. Es profesor de derecho en la Universidad de Maribor y profesor visitante en la Facultad de Derecho de la Universidad de Fordham en Nueva York. The Guardian, Wall Street Journal y The Boston Globe publicaron sus comentarios legales. Se desempeña como copresidente del grupo de investigación sobre libertad de expresión de la Asociación Internacional de Derecho Constitucional (IACL). Toplak es miembro de la Academia Europea de Ciencias y Artes.

## Educación
Toplak recibió una diploma LL.M. en la Universidad Europea Central en Budapest bajo la tutoría de Michel Rosenfeld y Andras Sajó. Se desempeñó como becario Fulbright en la Facultad de Derecho de la UCLA en 2003-2004, y su supervisor de tesis doctoral fue Daniel H. Lowenstein.

## Carrera profesional
Fue miembro de la Comisión Electoral Nacional de Eslovenia desde 2000 hasta 2012. Desde 2006, ha sido miembro de la junta, y es vicepresidente del Comité de Investigación de Finanzas Políticas y Corrupción Política de la Asociación Internacional de Ciencias Políticas. A la edad de 23 años publicó su primer libro, por el cual la Asociación de Abogados de Eslovenia le otorgó un premio "Joven Abogado del Año". En 2006 publicó (junto con Klemen Jaklic, entonces profesor en Harvard), la primera traducción de la Constitución de los Estados Unidos al esloveno. Junto con Daniel Smilov, coeditó un libro titulado Political Finance and Political Corruption in Eastern Europe (Ashgate, 2008). En 2011, dirigió una investigación sobre la discriminación por discapacidad, que evaluó la capacidad de respuesta de más de 200 municipios a las solicitudes de libertad de información presentadas por personas ciegas. Clasificó los sistemas de votación preferencial. Pippa Norris y Bernard Grofman se encuentran entre los que se refirieron a sus obras, y se encuentra entre los diez eruditos jurídicos eslovenos más citados. Pippa Norris y Bernard Grofman se encuentran entre los que se refirieron a sus obras, y se encuentra entre los diez eruditos jurídicos eslovenos más citados y de la Comisión de Igualdad de Oportunidades en la Ciencia del Gobierno.
Como consultor de gobiernos o organizaciones internacionales OSCE, Unión Europea, Consejo de Europa, Greco y PNUD trabajó en Uganda, Canadá, Estados Unidos, Francia, Finlandia, Letonia, Mónaco, Serbia, Montenegro, Malta, Ucrania, Rumania y otros países.

## Casos notables
Jurij Toplak dirigió numerosos proyectos de litigios de gran repercusión y presentó denuncias y apelaciones para el Tribunal Supremo y el Tribunal Constitucional de Eslovenia, lo que mejoró la protección de los derechos humanos de las personas con discapacidad, los candidatos y los votantes. Sobre la base de la apelación constitucional que escribió para un grupo de parapléjicos, el Tribunal Constitucional dictaminó en 2010 que los colegios electorales "tantos como sea posible" deben ser accesibles en silla de ruedas. Al año siguiente escribió otra apelación para tres usuarios de sillas de ruedas, y en 2014 el Tribunal Constitucional anuló parte de la ley electoral y dictaminó que todos los colegios electorales deben ser accesibles para las personas con discapacidad. En 2014, después de dos años de litigios por el acceso a la información, obtuvo datos estadísticos sobre las escuelas y los publicó, lo que desencadenó un acalorado debate público. Toplak se había opuesto públicamente durante mucho tiempo a castigar a los usuarios de Internet que discutían sobre candidatos electorales durante el silencio electoral. En 2011, escribió dos llamamientos exitosos para tales usuarios de Facebook. Después de las elecciones de 2014, escribió una apelación a la Corte Suprema para un votante, que fue multado con 100 euros por publicar un comentario en Facebook un día antes de las elecciones. En septiembre de 2016, la Corte Suprema desestimó la multa y dictaminó que los comentarios y las discusiones no están dentro de una definición de propaganda ilegal. En 2015, cuando el Tribunal Constitucional estaba decidiendo si la sede parlamentaria de un parlamentario debido a su condena era constitucional o no, el tribunal copió los argumentos del escrito Amicus Curiae de Toplak. Durante las elecciones parlamentarias de 2018, ayudó a una lista de candidatos del Partido Verde rechazada por las comisiones electorales y la Corte Suprema la devolvió en la boleta. Cuando el Tribunal Constitucional invalidó la legislación de los distritos electorales en 2018, Toplak es mencionado o citado 17 veces en la decisión del tribunal y las opiniones de los jueces. En 2019, el Tribunal Constitucional invalidó la ley de cuotas locales de música basada en la apelación escrita por Toplak.
En 2017, Jurij Toplak escribió un desafío a los resultados del referéndum para el votante y activista Vili Kovačič, que llevó a la primera audiencia pública de la Corte Suprema de Eslovenia y la primera anulación de los resultados del referéndum el 14 de marzo de 2018. El mismo día dimitió el primer ministro Miro Cerar. Un minuto más tarde, un importante programa de televisión Pop TV, que transmitió la renuncia, se refirió a Jurij Toplak como "el ganador silencioso de la sentencia judicial.” Los abogados eslovenos votaron a Jurij Toplak entre los diez abogados más influyentes de Eslovenia en 2018, 2019, 2020, and 2021.
En octubre de 2021, el Tribunal Europeo de Derechos Humanos emitió su sentencia Toplak y Mrak contra Eslovenia. El caso se refería a la accesibilidad de los centros de votación y de votación. Jurij Toplak escribió la apelación para Franc Toplak, su tío, y otros votantes con discapacidad, y el Tribunal falló que Eslovenia había violado los derechos humanos de su tío y de otros solicitantes. Toplak escribió una demanda colectiva para la Asociación Eslovena por los Derechos de las Personas con Discapacidad, que pidió una revisión y reforma de la accesibilidad de los colegios electorales, y una compensación de 54 millones de euros por la discriminación de las personas con discapacidad en el pasado.
En marzo de 2021, Toplak reveló en el Daily Express que el Tribunal Europeo de Derechos Humanos había dejado de compartir sus archivos con el público. "Después de permitir el acceso a sus decisiones de un solo juez durante décadas y después de enviar solicitudes durante varios meses, la terminación del acceso de la Corte en marzo de 2021 debido a la pandemia parece injustificada. La pandemia no ha empeorado en marzo de 2021", dijo. Pocas horas después de que el Daily Express publicara el artículo, la Corte cambió su práctica y envió documentos a quienes los solicitaron.

## Vida personal
Su padre es un profesor de derecho, diplomático, y rector de la universidad, que se desempeñó como presidente de la cámara del parlamento esloveno durante la independencia de Eslovenia, la democratización y la elaboración de la constitución. Su madre es la abogada Rosvita Toplak. El abuelo paterno de Jurij era un productor de vid, el organizador de cooperativas agrícolas Janža Toplak, que en junio de 1941 organizó la primera reunión de resistencia antinazi en la región de Ptuj, y poco después de eso la Gestapo arrestó, torturó y mató a su hermano Franc Toplak, un estudiante universitario de agricultura. La familia Toplak en Mostje cerca de Juršinci se remonta a 1610. El abuelo materno de Jurij fue Edvard Sitar, inventor, fundador y administrador de varias escuelas, compositor y poeta partisano, torturado y encarcelado por fascistas italianos.